# Reichsversicherungsamt

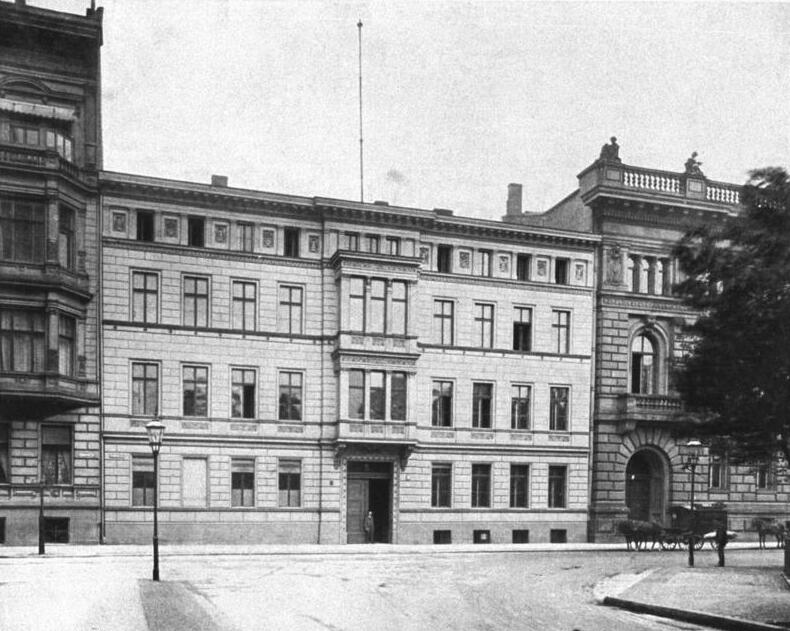
Dienstgebäude am Wilhelmplatz 2, vor 1894

Das Reichsversicherungsamt (RVA) war die oberste Aufsichts- und Spruchbehörde für die Sozialversicherung im Deutschen Reich. Es bestand von 1884 bis 1945 und nahm exekutive wie judikative Aufgaben wahr; in Teilbereichen hatte es sogar beschränkte legislative Kompetenzen. Der Sitz war zunächst in Berlin-Tiergarten, bald in Berlin-Mitte, Wilhelmplatz (siehe Bild), später erhielt das Amt einen Neubau am (heutigen) Landwehrkanal.

## Geschichte, Organisation und Zuständigkeiten
Die Einrichtung des RVA sowie der Landesversicherungsämter erfolgte aufgrund des Unfallversicherungsgesetzes vom 6. Juli 1884, veröffentlicht 1885. Es nahm seinen ersten Verwaltungssitz in der Linkstraße 17, Berlin-Tiergarten. Als Präsident wurde Tonio Bödiker berufen. Ihm unterstellt waren zwei ständige Mitglieder sowie vier nichtständige Mitglieder. Weitere 15 Mitarbeiter erledigten die organisatorischen Tagesaufgaben. Nach dem Umzug an den Wilhelmplatz 2 in Berlin-Mitte hatte sich die Anzahl der im Amt vertretenen Personen vervierfacht. Es gab nun unter dem Präsidenten fünf ständige Mitglieder (Beamte), sowie nichtständige Mitglieder, zu denen vier gewählte Politiker aus dem Bundesrat gehörten, vier richterliche Mitglieder sowie zahlreiche Vertreter der Arbeitgeber (Berufsgenossenschaftsvorstände) und versicherte Arbeitnehmer. Im Jahr 1888 bestand das RVA damit bereits aus 60 Personen.

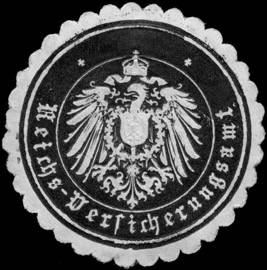
Siegelmarke des Reichsversicherungsamtes

Nach und nach erweiterten sich die Aufgaben. Die Zuständigkeit des RVA wuchs vom ursprünglichen Bereich der gesetzlichen Unfallversicherung, für den es geschaffen worden war, über die Invaliditätsversicherung (1889) auf die Krankenversicherung (1913), Angestellten- und Knappschaftsversicherung (1922/23) bis hin zur Arbeitslosenversicherung (1927) und damit für die gesamte Sozialversicherung. Anfangs unterstand das RVA dem Reichsamt des Innern, nach dem Ersten Weltkrieg dem Reichsarbeitsministerium. Das Verfahren regelte die RVAO. Zusätzlich zum Präsidenten gab es ab 1890 zwei, ab 1929 drei Direktoren in den Abteilungen:
- I Unfallversicherung
- II Kranken- und Invalidenversicherung
- III Angestellten-, Knappschafts- und Arbeitslosenversicherung.[6]

Rechtsmittelverfahren vor dem Reichsversicherungsamt waren insbesondere:
- Spruchverfahren
  - Revision (§ 1694 RVO; AVG; RKG; AVAVG)
  - Rekurs (nur Unfallversicherung, § 1699 RVO)
- Beschlussverfahren
  - weitere Beschwerde (§ 1797 RVO)
- Berufung an das Reichsschiedsamt beim RVA[7] (Vertragsarztsachen, § 368o RVO).

Während der NS-Herrschaft erfolgte kaum eine Umstrukturierung. Die Sozialversicherung war ein komplexes Gebilde mit hohen verwaltungstechnischen und rechtlichen Zusammenhängen, die schwer zu durchschauen waren.
Nach dem Zweiten Weltkrieg, ab 1945 wurden die Aufgaben des Reichsversicherungsamts anfangs von den Landes- und Oberversicherungsämtern übernommen. Nach der Gründung der Bundesrepublik Deutschland wurden sie auf verschiedene Gewalten und Rechtsträger verteilt, unter anderem auf das neu geschaffene Bundessozialgericht mit Sitz in Kassel sowie das Bundesversicherungsamt als Aufsichtsbehörde für bundesunmittelbare Versicherungsträger (vgl. § 90 Viertes Buch Sozialgesetzbuch (SGB IV)). Dabei gab es im Bundessozialgericht eine beträchtliche personale Kontinuität, da es anfangs mit ehemaligen Beamten des RVA besetzt wurde. Im Osten Deutschlands übernahm die 1947 neu gebildete Sozialversicherung des Freien Deutschen Gewerkschaftsbunds die Aufgaben des RVA.

## Verwaltungsbau

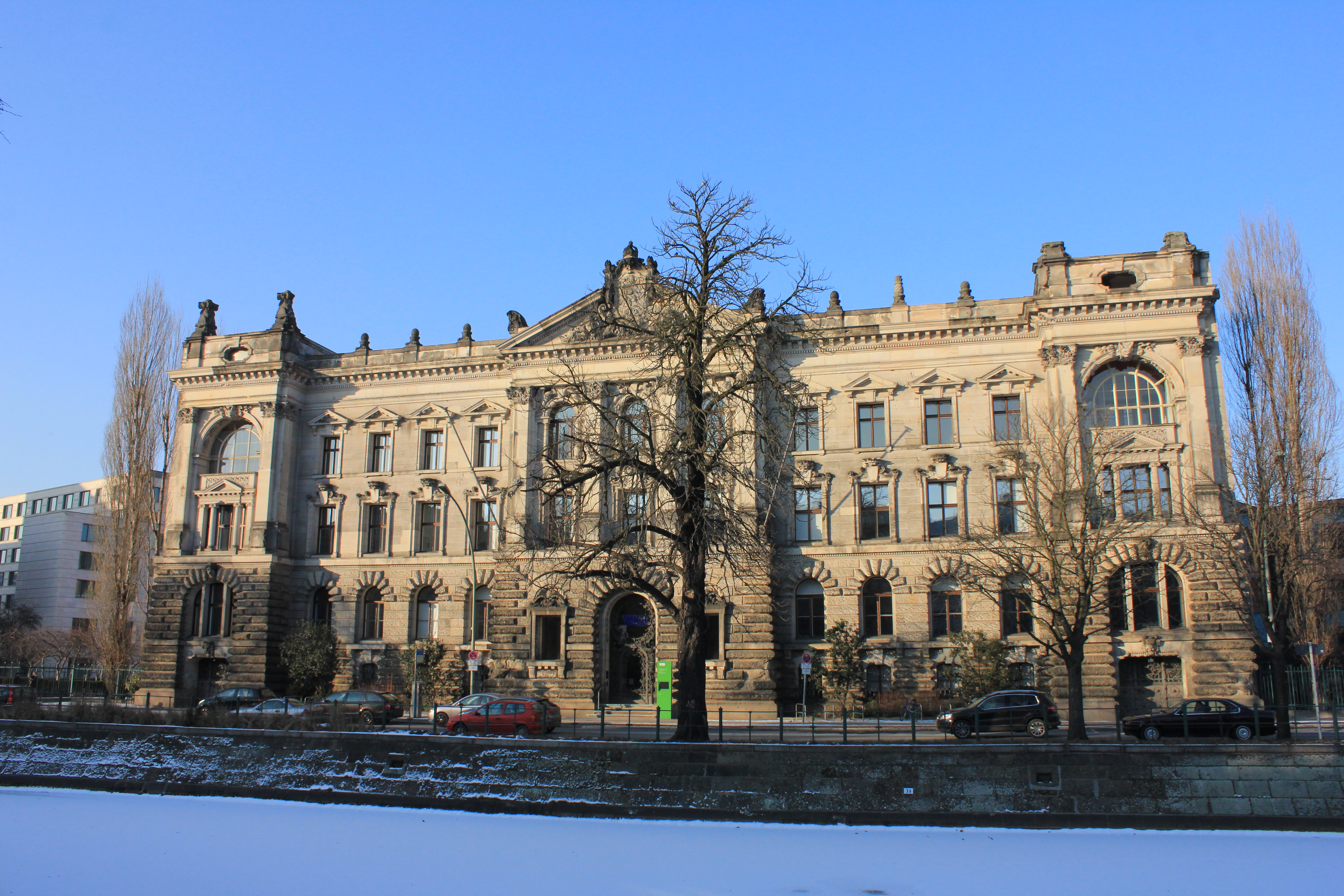
Fassade des vormaligen Reichsversicherungsamts am Reichpietschufer

Nachdem die zunächst kleine Verwaltung in einem Gebäude in Tiergarten untergekommen war, erhielt es als Verwaltungssitz ein bestehendes Gebäude am Wilhelmplatz. 1894 bezogen die Angestellten der Reichsbehörde einen Neubau, der nach Plänen von August Busse an der Königin-Augusta-Straße 25–27 (heute Reichpietschufer 50) errichtet worden war. Dieses Gebäude hat die Jahrzehnte und zwei Weltkriege überlebt, wurde aber in den 1980er Jahren vom britischen Architekten James Stirling bis auf die kanalseitige Fassade modern überformt. Seit 1988 befindet sich in dem Bau das Wissenschaftszentrum Berlin.

## Präsidenten des Reichsversicherungsamtes
- 1884 bis 1897 Tonio Bödiker
- 1897 bis 1906 Otto Gaebel
- 1906 bis 1. Dezember 1923 Paul Kaufmann
- 1924 bis 31. Dezember 1942 Hugo Schäffer
- 1944 bis 1945 Peter Schmitt